# Decaedru

Zar cu 10 fețe în formă de trapezoedru pentagonal

În geometrie un decaedru este un poliedru cu zece fețe. Există 32 300 decaedre topologic distincte.
Multe decaedre cu simetrie mare au de obicei cinci axe de simetrie,. Geometric, niciun decaedru nu este regulat, adică nu există un decaedru ale cărui fețe sunt formate din poligoane regulate și fiecare față și unghi să fie congruente, dar există un decaedru regulat abstract⁠(d), hemiicosaedrul, care constă din zece triunghiuri echilaterale congruente ale poliedrului abstract. Deși nu există un decaedru regulat din punct de vedere geometric, există totuși poliedre semiregulate, adică cu fețe care nu sunt neapărat congruente, dar toate sunt poligoane regulate și toate unghiurile sunt egale.

## Cu fețe regulate
Principalele decaedre cu fețe regulate sunt următoarele:. Ultimele patru sunt poliedre Johnson.
|                   |                    |                    |                        |                                            |
| Prismă octogonală | Antiprismă pătrată | Prismă octagramică | Tetraedru șanfrenat⁠(d) | Trapezoedru pătrat cu apexurile trunchiate |

|                |                        |                               |                                 |
| Cupolă pătrată | Bipiramidă pentagonală | Prismă pentagonală augmentată | Icosaedru tridiminuat augmentat |

## Cu fețe neregulate
În tabelul următor sunt date două exemple de decaedre cu fețe neregulate. Trapezoedrul pentagonal este adesea folosit ca zar cu 10 fețe în jocurile de societate.
|                        |                     |
| Trapezoedru pentagonal | Piramidă eneagonală |

## Poliedru care umple spațiul

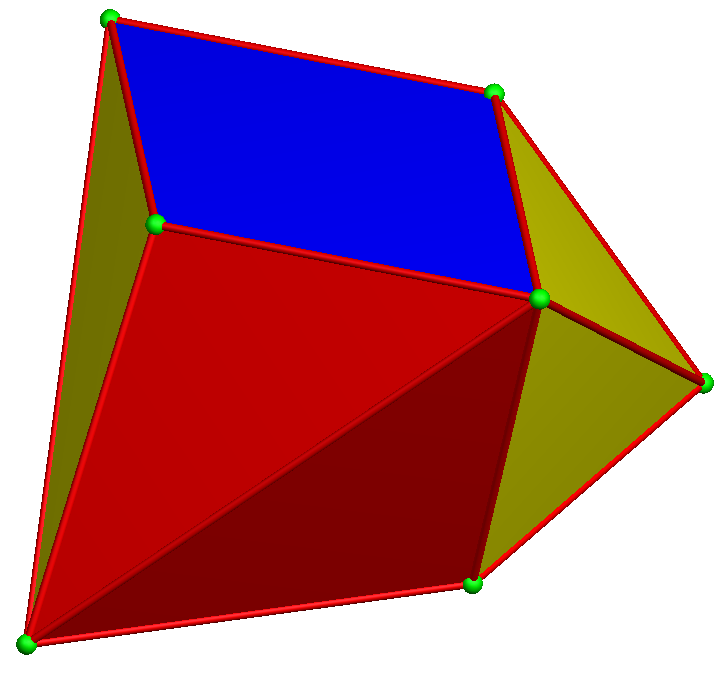
Decaedru „zece cu romburi”

Decaedrul „zece cu romburi” este un poliedru care poate umple spațiul, cu simetria D2d.